# آيت يوسف أوعلي (إيموزار)
آيت يوسف أوعلي هي إحدى مشيخات المملكة المغربية، تتبع جغرافيا لعمالة أكادير إدا وتنان وإداريًا لإيموزار. يقدر عدد سكانها بـ 290 نسمة حسب الإحصاء الرسمي للسكان والسكنى لسنة 2004.